# 恩特普賴斯 (密西西比州尤寧縣)
恩特普賴斯（英語：Enterprise）是位於美國密西西比州尤寧縣的非建制地區。

## 地理
恩特普賴斯所處的海拔為高於海平面102米（即335英呎），而該地所採用的時區為UTC-6，即北美中部時區（CST）。同時該地設有夏令時間，為UTC-6調快一小時，即UTC-5（CDT）。